# Associazione Calcio Savoia 1908 1978-1979
Questa voce raccoglie le informazioni riguardanti il Savoia nelle competizioni ufficiali della stagione 1978-1979.

## Stagione
La stagione 1978-1979 fu la 57ª stagione sportiva del Savoia.
Serie C2 1978-1979: 6º posto

## Divise
| Casa | 2ª maglia | 3ª maglia |

## Organigramma societario
Area direttiva
- Presidente: Franco Immobile
- Vice presidente: Pasquale Gallo, Michele Gallo

Area organizzativa
- Segretario generale: Giuseppe Sasso

Area tecnica
- Direttore Sportivo: Lello Autieri
- Allenatore: Mario Zurlini

## Rosa
| N. |                   | Ruolo | Calciatore              |
| -- | ----------------- | ----- | ----------------------- |
|    | Italia (bandiera) | P     | Dario Agostini          |
|    | Italia (bandiera) | P     | Carlo De Amicis         |
|    | Italia (bandiera) | P     | Giuseppe Valsecchi      |
|    | Italia (bandiera) | D     | Giuseppe Cafaro         |
|    | Italia (bandiera) | D     | Franco Moretti          |
|    | Italia (bandiera) | D     | Danilo Pierini          |
|    | Italia (bandiera) | D     | Mauro Saccoccio         |
|    | Italia (bandiera) | D     | Bruno Sepe              |
|    | Italia (bandiera) | C     | Claudio Carrozzo        |
|    | Italia (bandiera) | C     | Ivan Gregori (capitano) |

| N. |                   | Ruolo | Calciatore        |
| -- | ----------------- | ----- | ----------------- |
|    | Italia (bandiera) | C     | Silvano Gualandi  |
|    | Italia (bandiera) | C     | Antonio Natale    |
|    | Italia (bandiera) | A     | Carmelo Castorina |
|    | Italia (bandiera) | A     | Stefano Francioni |
|    | Italia (bandiera) | A     | Michele Giannone  |
|    | Italia (bandiera) | A     | Bartolo Qualano   |
|    | Italia (bandiera) |       | Gennaro Aprile    |
|    | Italia (bandiera) |       | Giuseppe Barbato  |
|    | Italia (bandiera) |       | Adriano Gobbetti  |
|    | Italia (bandiera) |       | Lidio Tomada      |

## Risultati

### Serie C2

#### Girone di andata
| 1º ottobre 1978 1ª giornata | Alcamo | 2 – 0 | Savoia |  |

| 8 ottobre 1978 2ª giornata | Savoia | 0 – 0 | Siracusa |  |

| 15 ottobre 1978 3ª giornata | Rende | 0 – 0 | Savoia |  |

| 22 ottobre 1978 4ª giornata | Savoia | 1 – 1 | Potenza |  |

| 29 ottobre 1978 5ª giornata | Savoia | 0 – 2 | Cassino |  |

| 5 novembre 1978 6ª giornata | Sorrento | 1 – 0 | Savoia |  |

| 12 novembre 1978 7ª giornata | Savoia | 0 – 1 | Ragusa |  |

| 19 novembre 1978 8ª giornata | Casertana | 1 – 0 | Savoia |  |

| 26 novembre 1978 9ª giornata | Savoia | 2 – 0 | Palmese |  |

| 3 dicembre 1978 10ª giornata | Vittoria | 1 – 1 | Savoia |  |

| 10 dicembre 1978 11ª giornata | Savoia | 1 – 0 | Crotone |  |

| 17 dicembre 1978 12ª giornata | Vigor Lamezia | 2 – 2 | Savoia |  |

| 30 dicembre 1978 13ª giornata | Savoia | 2 – 1 | Marsala |  |

| 7 gennaio 1979 14ª giornata | Nuova Igea | 2 – 1 | Savoia |  |

| 14 gennaio 1979 15ª giornata | Trapani | 0 – 1 | Savoia |  |

| 21 gennaio 1979 16ª giornata | Savoia | 1 – 0 | Messina |  |

| 28 gennaio 1979 17ª giornata | Cosenza | 3 – 1 | Savoia |  |

#### Girone di ritorno
| 4 febbraio 1979 18ª giornata | Savoia | 3 – 0 | Alcamo |  |

| 11 febbraio 1979 19ª giornata | Siracusa | 1 – 0 | Savoia |  |

| 18 febbraio 1979 20ª giornata | Savoia | 2 – 2 | Rende |  |

| 25 febbraio 1979 21ª giornata | Potenza | 0 – 1 | Savoia |  |

| 4 marzo 1979 22ª giornata | Cassino | 0 – 1 | Savoia |  |

| 11 marzo 1979 23ª giornata | Savoia | 0 – 0 | Sorrento |  |

| 25 marzo 1979 24ª giornata | Ragusa | 1 – 1 | Savoia |  |

| 1º aprile 1979 25ª giornata | Savoia | 3 – 0 | Casertana |  |

| 8 aprile 1979 26ª giornata | Palmese | 0 – 0 | Savoia |  |

| 22 aprile 1979 27ª giornata | Savoia | 2 – 1 | Vittoria |  |

| 29 aprile 1979 28ª giornata | Crotone | 2 – 1 | Savoia |  |

| 6 maggio 1979 29ª giornata | Savoia | 0 – 1 | Vigor Lamezia |  |

| 13 maggio 1979 30ª giornata | Marsala | 2 – 1 | Savoia |  |

| 20 maggio 1979 31ª giornata | Savoia | 3 – 1 | Nuova Igea |  |

| 27 maggio 1979 32ª giornata | Savoia | 2 – 0 | Trapani |  |

| 3 giugno 1979 33ª giornata | Messina | 1 – 0 | Savoia |  |

| 9 giugno 1979 34ª giornata | Savoia | 3 – 0 | Cosenza |  |